# 密陽市
密陽市（：／ Miryang si */?）是韓國慶尚南道北部的一個市。北鄰慶尚北道。面積799.03平方公里，2003年人口112,602人。下分2邑、9面、5洞。
是著名歌曲《阿里郎》 的發源地之一。

## 歷史
三韓時期已有文獻記載，當時是弁韓中的「彌離彌凍國」。505年併入新羅，置推火郡。8世紀時易名密城郡。高麗時期稱密州。1895年前曾多度變更行政地位，此後一直為郡。1989年設市。
2018年1月26日清晨6點30分，當地世宗醫院發生大火災，消防部下午召開新聞發佈會表示，火災造成37人死亡、131人受傷。18名重傷者中，10人處於無意識狀態，另外8人雖意識尚存但處於生命徵象減弱的狀態。

## 交通
京釜線、大邱釜山高速公路經過。

## 姐妹城市
- 南原市
- 日本近江八幡市、安來市
- 美国新澤西州新米爾福德
- 中国遼寧省，本溪
- 中国福建省，南平
- 中国河北省，邯鄲
- 中国內蒙古，烏蘭浩特市

## 出身名人
- 金鍾坤：軍人、外交官，曾擔任韓國駐中華民國大使。
- 洪恩採：現任女團LE SSERAFIM成員